# Даровина
Даровина — упразднённая деревня в Антроповском районе Костромской области России.

## География
Урочище находится в центральной части Костромской области, в подзоне южной тайги, к западу от автодороги 34Н-31, на расстоянии приблизительно 24 километров (по прямой) к юго-востоку от посёлка Антропово, административного центра района.

### Климат
Климат характеризуется как умеренно континентальный, с продолжительной холодной многоснежной зимой и коротким сравнительно тёплым летом. Среднегодовая температура воздуха — 2,5 °C. Средняя температура воздуха самого холодного месяца (января) — −12,6 °C (абсолютный минимум — −38 °C); самого тёплого месяца (июля) — 18,2 °C (абсолютный максимум — 36 °С). Годовое количество атмосферных осадков — 500—550 мм, из которых большая часть выпадает в тёплый период.

## История
В «Списке населенных мест Костромской губернии по сведениям 1870-72 годов» населённый пункт упомянут как усадьба Доровина Галичского уезда, расположенная при пруде, в 40 верстах от уездного города. Имелся 1 двор и проживало 30 человек (16 мужчин и 14 женщин).
В 1907 году в усадьбе, относящейся к Пречистенской волости, имелось 5 дворов и проживало 26 человек.
В 1926 году деревня входила в состав Бетелевского сельсовета. По состоянию на 1 января 1981 года Даровина числилась в составе Палкинского сельсовета.